# 変身のレシピ
『変身のレシピ』（へんしんのレシピ）は、十明がEMI Recordsから2024年12月11日にリリースした1作目のスタジオ・アルバムである。

## 内容
2023年に野田洋次郎によるプロデュースの下、デジタルシングル『灰かぶり』でシンガーソングライターとしてデビュー。Spotifyが躍進を期待する「RADAR: Early Noise 2024」にも選出された。
2024年に入り、国際ファッション専門職大学のCMソングに『NEW ERA』が起用され自身初のタイアップとなる。同年12月11日に本作を発表。上記曲のほか、映画「違国日記」インスパイアソング『夜明けのあなたへ』などが収録されている。また、デビュー前のオリジナル曲『人魚姫』がボーナストラックとして収録されている。2025年3月には東京・大阪の2カ所でワンマンライブを開催予定。

## 収録曲
| 全作詞・作曲: 十明。 |                           |       |            |      |
| #                    | タイトル                  | 作詞  | 作曲・編曲 | 時間 |
| 1.                   | 「灰かぶり」              | 十明  | 十明       | 3:41 |
| 2.                   | 「Discord-disco」         | 十明  | 十明       | 3:22 |
| 3.                   | 「僕だけが愛」            | 十明  | 十明       | 5:27 |
| 4.                   | 「メイデン」              | 十明  | 十明       | 2:55 |
| 5.                   | 「NEW ERA」               | 十明  | 十明       | 3:06 |
| 6.                   | 「夜明けのあなたへ」      | 十明  | 十明       | 4:27 |
| 7.                   | 「Dancing on the Mirror」 | 十明  | 十明       | 3:27 |
| 8.                   | 「蜘蛛の糸」(Album mix)   | 十明  | 十明       | 3:42 |
| 9.                   | 「るららのワルツ」        | 十明  | 十明       | 4:07 |
| 10.                  | 「君のヒーロー」          | 十明  | 十明       | 3:32 |
| 11.                  | 「魚服記」                | 十明  | 十明       | 6:07 |
| 12.                  | 「革命」                  | 十明  | 十明       | 3:05 |
| 13.                  | 「人魚姫」(bonus track)   | 十明  | 十明       | 3:33 |
| 合計時間:            | 合計時間:                 | 50:31 |            |      |

## タイアップ
| 曲名             | タイアップ                                 |
| ---------------- | ------------------------------------------ |
| NEW ERA          | 国際ファッション専門職大学2024年度CMソング |
| 夜明けのあなたへ | 東京テアトル『違国日記』インスパイアソング |

## 関連イベント
| 開催日       | タイトル                 | 備考             |
| ------------ | ------------------------ | ---------------- |
| 2025年3月7日 | 十明 ワンマンライブ 2025 | 渋谷WWW          |
| 2025年3月9日 | 十明 ワンマンライブ 2025 | 梅田バナナホール |